# Lets 3×3-basketbalteam (mannen)
Het Lets nationaal 3×3-basketbalteam is een team van 3×3-basketballers dat Letland vertegenwoordigt in internationale wedstrijden. Het team staat onder verantwoordelijkheid van de Letse basketbalbond Latvijas Basketbola savienība (LBS).

## Olympische Spelen
| Jaar        | Plaats         | WG             | W              | V              | Spelers                           |
| ----------- | -------------- | -------------- | -------------- | -------------- | --------------------------------- |
| 2020 Tokio  | 1e             | 10             | 7              | 3              | Čavars, Krūmiņš, Lasmanis, Miezis |
| 2024 Parijs | gekwalificeerd | gekwalificeerd | gekwalificeerd | gekwalificeerd |                                   |
| Totaal      | 1/1            | 10             | 7              | 3              |                                   |

## Wereldkampioenschappen
| Jaar           | Plaats              | WG                  | W                   | V                   | Spelers                              |
| -------------- | ------------------- | ------------------- | ------------------- | ------------------- | ------------------------------------ |
| 2012 Athene    | 18e                 | 5                   | 1                   | 4                   | Jonāts, Kanbergs, Krūmiņš, Miezis    |
| 2014 Moskou    | niet gekwalificeerd | niet gekwalificeerd | niet gekwalificeerd | niet gekwalificeerd | niet gekwalificeerd                  |
| 2016 Guangzhou | niet gekwalificeerd | niet gekwalificeerd | niet gekwalificeerd | niet gekwalificeerd | niet gekwalificeerd                  |
| 2017 Nantes    | niet gekwalificeerd | niet gekwalificeerd | niet gekwalificeerd | niet gekwalificeerd | niet gekwalificeerd                  |
| 2018 Bocaue    | 6e                  | 5                   | 4                   | 1                   | Čavars, Krūmiņš, Lasmanis, Miezis    |
| 2019 Amsterdam | 2e                  | 7                   | 4                   | 3                   | Čavars, Krūmiņš, Lasmanis, Miezis    |
| 2022 Antwerpen | 6e                  | 6                   | 4                   | 2                   | Čavars, Lasmanis, Miezis. Strēlnieks |
| 2023 Wenen     | 3e                  | 8                   | 6                   | 2                   | Lācis, Čavars, Lasmanis, Miezis      |
| Totaal         | 5/8                 | 31                  | 19                  | 12                  |                                      |